# Isao Inokuma
Isao Inokuma (Yokosuka, 4 februari 1938 - Tokio, 28 september 2001) was een Japans judoka. Inokuma won tijdens de Olympische Zomerspelen 1964 de gouden medaille in het zwaargewicht door in de finale de Canadees Alfred Harold Rogers te verslaan. Een jaar later werd Inokuma in Rio de Janeiro wereldkampioen in de open klasse. Hij won tweemaal de algemene Japanse kampioenschappen.

## Resultaten
- Gouden medaille Olympische Zomerspelen 1964 in Tokio in het zwaargewicht judo.
- Goud in de open klassen op het Wereldkampioenschappen judo 1965 in Rio de Janeiro.

1964: Isao Inokuma ·
1972: Wim Ruska ·
1976: Serhei Novikov ·
1980: Angelo Parisi ·
1984: Hitoshi Saito ·
1988: Hitoshi Saito ·
1992: Davit Chachaleisjvili ·
1996: David Douillet ·
2000: David Douillet ·
2004: Keiji Suzuki ·
2008: Satoshi Ishii · 
2012: Teddy Riner · 
2016: Teddy Riner · 
2020: Lukáš Krpálek · 
2024: Teddy Riner
- CiNii: DA00843087
- Gemeinsame Normdatei: 1024338274
- International Standard Name Identifier: 0000 0000 8277 0834
- Library of Congress Control Number: n79145431
- Bibliotheek van het Japanse parlement: 00019358
- Nationale bibliotheek van Australië: 35066556
- Nederlandse Thesaurus van Auteursnamen: 190289953
- Système universitaire de documentation: 232345279
- Trove: 816711
- Virtual International Authority File: 91399023
- WorldCat: E39PBJxRykTcdhfQKXGRrQBHG3